# Setmana Santa a Sevilla
La Setmana Santa a Sevilla és la celebració de la passió i mort de Crist a través de les processons que realitzen les confraries a la Catedral, durant aquesta setmana. A més dels aspectes religiosos, la Setmana Santa a Sevilla suposa un fenomen de caràcter sociocultural, turístic i econòmic de gran importància a la ciutat, està declarada d'interès turístic internacional, constituint una de les grans festes de primavera a Sevilla al costat de la Fira d'Abril.
Les processons comencen oficialment el Diumenge de Rams arribant fins al següent diumenge (Diumenge de Resurrecció), procesionant cada dia les imatges que representen la Passió i mort de Crist sumant en total (la setmana) 60 germanors (a més de les de vespres).
La Setmana Santa es viu durant tot l'any a la ciutat i les Germanors treballen dia a dia en els tres pilars fonamentals que les defineixen: formació, culte i caritat. Són múltiples les obres assistencials que les Germanors i Confraries realitzen a Sevilla i la seva Província. L'Estació de penitència o sortida processional és el principal culte extern de les corporacions però les Germanors compten amb nombrosos cultes interns als seus Titulars al llarg de l'any (Novenes, Quinaris, Tríduums, Besamans, Pregons, Conferències, Via Crucis...).
El Consell General de Germanors i Confraries, és l'òrgan encarregat del conjunt de processons de la Setmana Santa i agilitzar tràmits i acords amb les institucions oficials i de tot el relatiu a la Carrera Oficial. Els seus membres són elegits cada quatre anys pels Germans Majors de les diferents Germanors.

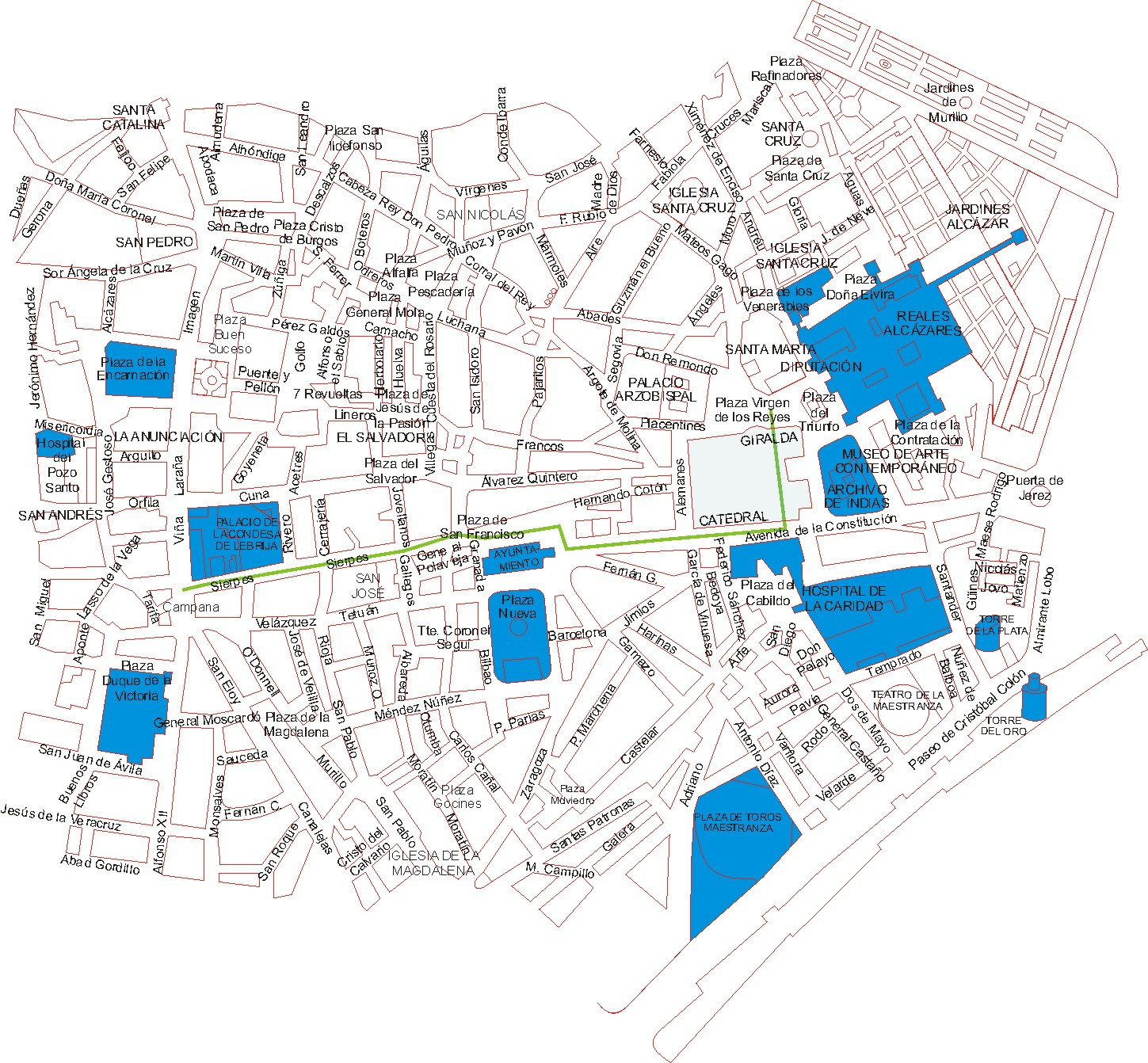
Carrera Oficial en la Setmana Santa de Sevilla.

Les desfilades processionals de la Setmana Santa, que transformen la ciutat durant aquest període, són el resultat de l'evolució durant segles de les formes, modes i maneres de les confraries i germanors compostes per diversos grups de persones de diferents índoles laborals, culturals i socials, on ha influït múltiples factors religiosos, artístics, socials i històrics.

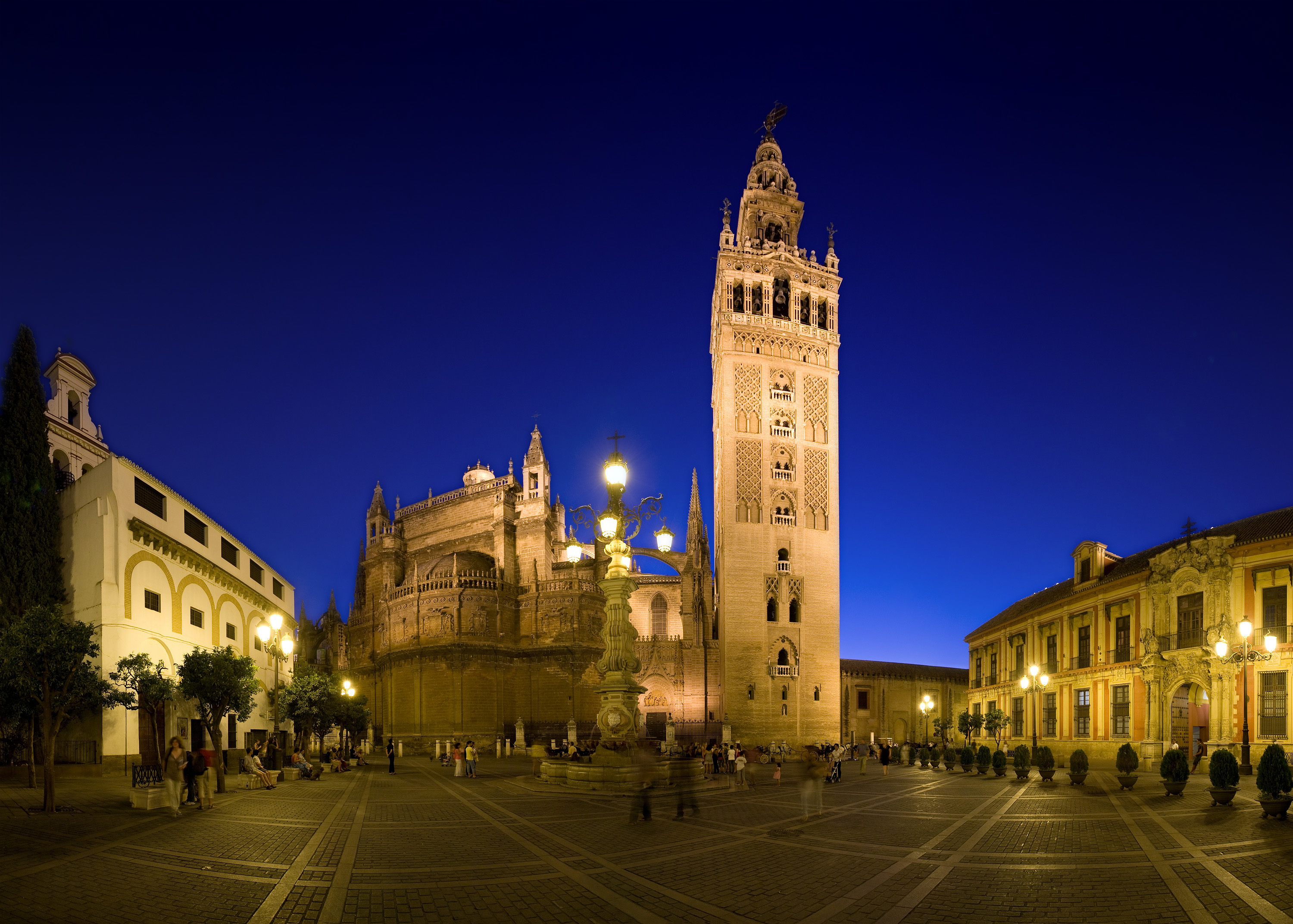
La plaça de la Verge dels Reis és el lloc per la qual les confraries surten de la catedral.

## Història de la Setmana Santa a Sevilla

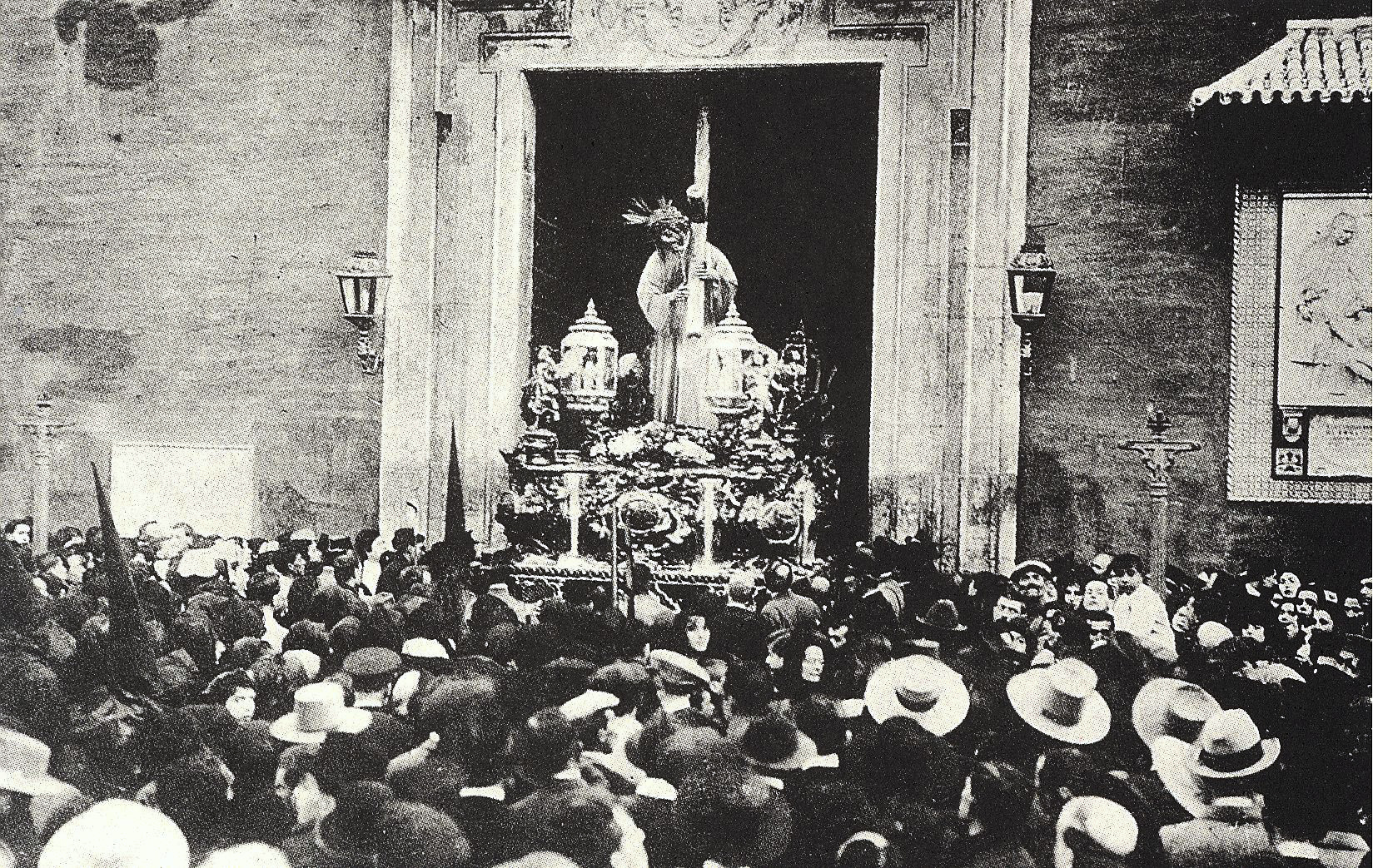
Sortida de la Germandat de Jesús del Gran Poder l'any 1914.

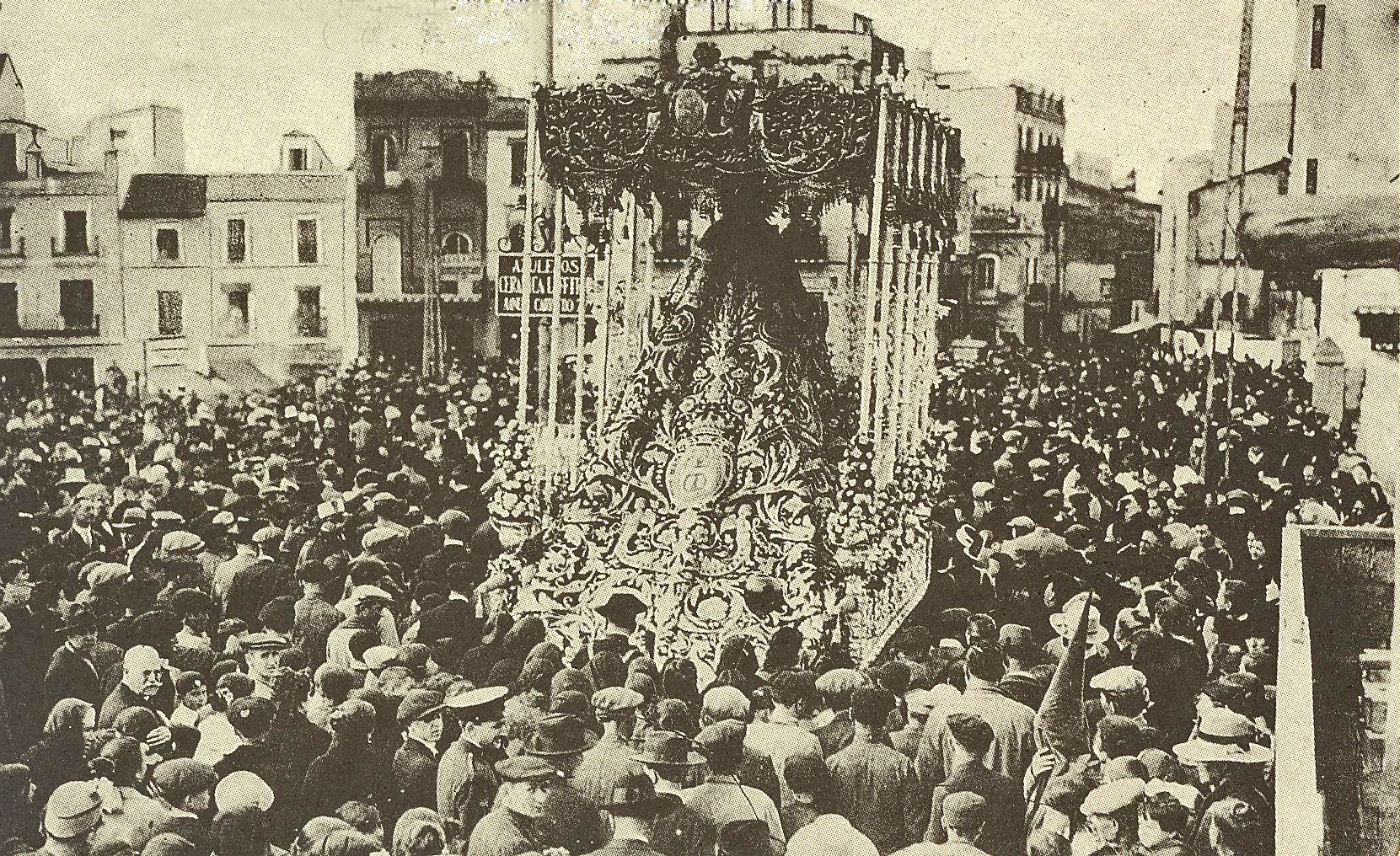
Processó de l'Esperanza de Triana, pel Altozano, durant la Setmana Santa de 1915.

Encara que durant l'edat mitjana ja van existir confraries, no és fins al segle XVI quan es consoliden les germanors de passió o penitència com associacions que veneren la passió i mort de Crist i li rendeixen culte amb una sortida processional.
Al començament, les confraries sevillanes feien estació de penitència a esglésies o convents propers al seu temple. En el Sínode de 1604, el cardenal Fernando Niño de Guevara va establir algunes normes que formen el germen de l'actual Setmana Santa de Sevilla: les confraries quedaven obligades a realitzar l'estació de penitència a la catedral i les de Triana havien de realitzar-ho a l'Església de Santa Anna, havien de vestir-se túniques senzilles de llenç bast i es prohibia a les dones disciplinar-se.
Durant el segle xviii la Setmana Santa va travessar una profunda crisi, a causa del decaïment econòmic i demogràfic de la ciutat de Sevilla, de tal manera que en la primera meitat del segle xix, tot indicava que les confraries estaven a les portes de la seva desaparició definitiva. Cap a 1850 solament havia confraries al carrer el dijous sant i la matinada i la tarda del divendres sant.
Durant finals del segle xix, en el període de la restauració borbònica, les confraries ressorgeixen en nombre i esplendor i es comença a considerar un atractiu turístic per a la ciutat i la seva economia.
A aquest nou auge no és aliena la instal·lació a Sevilla de la "corte chica" de Luisa Fernanda, germana de la reina Isabel II, i el seu espòs, Antonio de Montpensier, a l'antic col·legi de mariners de Sant Telmo. Ells van impulsar de nou la Setmana Santa (la seva petjada és molt visible, per exemple, en una confraria com Montserrat o La Llançada), creant-se en aquests anys la tradició del Sant Enterrament el Gran, que des de llavors es realitza cada cert nombre d'anys, sense una periodicitat fixa.
Al segle xx, durant el govern de la Segona República es va experimentar una fase d'enfrontament social i polític que va perjudicar la celebració de la Setmana Santa. L'any 1932 les Juntes de govern de les germanors van prendre la decisió de no sortir en processó. El llavors alcalde José González Fernández de Labandera, coneixedor de la transcendència d'aquesta mesura, va tractar a les seves declaracions d'estimular la normalitat de les processons i garantir la seva celebració. La germanor de l'Estrella va ser l'única que, contravenint l'acord del conjunt de les germanors, va fer processó el dijous sant, produint-se diversos altercats de caràcter violent durant el seu recorregut, l'incident més greu va ser protagonitzat per un militant anarquista que va disparar contra el pas de la verge.
En aquesta decisió de no sortir en processó, presa per les germanors, es van combinar d'una banda el temor por als possibles incidents que poguessin produir-se i per una altra la utilització de la suspensió com a eina política contra les disposicions del govern republicà. Durant l'any 1933 es va repetir la decisió i ja el 1934, després del triomf de la CEDA, 14 confraries van tornar a sortir dels seus temples durant les festes.
A causa de l'augment de confraries, que ja passaven de les 57, es va decidir en un moment determinat que les noves no realitzarien cursa oficial, sortint el Divendres de Dolors en record dels Dolors de la Mare de Déu i el Dissabte de Passió, no obstant això el 2007, es va autoritzar la sortida de la Germanor del Carme Dolorós el Dimecres Sant, en 2008 es va autoritzar també el Dilluns Sant la Germandat de Sant Pau i el dissabte sant la Germandat del Sol, del barri del Plantinar, a la tarda del Dissabte Sant del 2010.

### Evolució del nombre de confraries entre 1758 i 1990
Entre els anys 1758 i 1808, van sortir una mitjana anual de 10,68 confraries per any, tenint el seu mínim el 1795 en què solament va haver dues confraries i 1787 amb tres. El màxim va ser el 1775 amb 19 confraries. Entre els anys 1809 i 1874 van sortir una mitjana de 8,54 confraries per anys, la qual cosa significa una baixada de més de dues confraries pel que fa al període anteriorment exposat. En aquest període va haver-hi set anys en què no va sortir cap germanor.

## Recorregut i Carrera Oficial

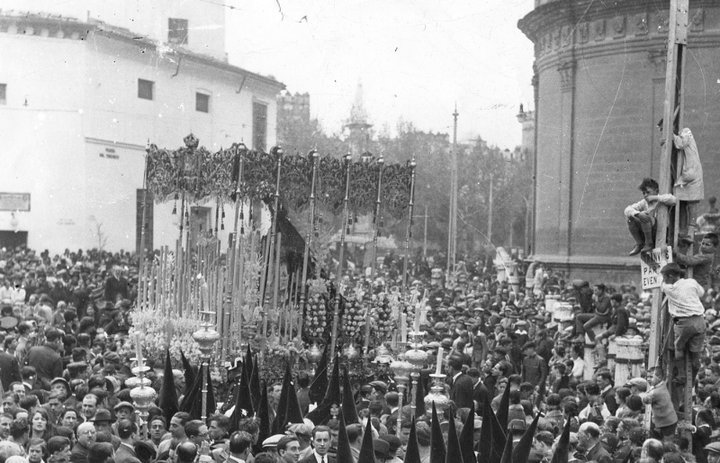
La imatge de María Santíssima de l'Esperança Macarena baix pal·li a la seva sortida de la catedral, en la Setmana Santa de 1928.

Primitivament les germanors de Sevilla realitzaven el seu recorregut pels voltants de les esglésies on tenien la seva seu. En 1604 es va establir l'obligació que totes les confraries haguessin d'acudir a la catedral en el seu recorregut, excepte para les que tinguessin la seva seu a Triana que havien de dirigir-se a l'Església de Santa Ana. En 1830 la germanor de l'O, va ser la primera a travessar el llavors existent pont de barques per dirigir-se també la Catedral.
Es denomina Carrera Oficial a l'itinerari comú que han de seguir totes les Germanors en el seu trajecte cap a la Catedral. Marcada oficialment pel Consell de Germanors i Confraries de Sevilla, comença a la plaça de la Campana, continua per la carrer Sierpes, la plaça de San Francisco i l'avinguda de la Constitució, acabant en la catedral, a la qual accedeixen per la denominada porta de San Miguel, abandonant-la per la porta de Pals. A l'inici de la Carrera Oficial, a "la Campana", se situa el palquillo del Consell de Confraries, presidit pel president del mateix Consell, i en el qual les Germanors sol·liciten la vènia per realitzar el seu recorregut.
L'ordre teòric establert, de pas de les confraries per la Carrera Oficial és l'invers de la seva antiguitat, excepte a la matinada en què el sentit és al contrari. Encara que raons d'organització i d'horari alteren aquest ordre en diferents casos.

### Cabildo de Presa d'Hores
Per organitzar el pas de les confraries pel centre de la ciutat, es va establir en 1604, el denominat Cabildo de presa d'hores, protocol on es reglamentava, entre altres coses, la seu canònica de cada germanor, el dia i hora de la seva sortida, així com els carrers que havia de transitar en el seu recorregut. Amb el temps es va afegir a aquest acte la totalitat de l'itinerari de cada Germanor i diversos punts de control horari en el seu recorregut.
El procediment es desenvolupava en els seus principis en la Capella de les Donzelles de la Catedral, el Dimarts Sant, estant presents tots els Germans Majors, de vegades també els Majordoms (en aquests moments ocupen aquest lloc els Diputats Majors de Govern). Entre 1844 i 1880 es va realitzar al antecabildo catedralici i a partir de 1880 va passar a celebrar-se el Dissabte de Passió. Durant el segle XX s'ha celebrat en diferents punts de la Catedral, duent-se a terme actualment a la Capella Real davant la Mare de Déu dels Reis. També s'ha canviat el dia de convocatòria al diumenge previ al Pregó de Setmana Santa (set dies abans del Diumenge de Rams). Amb el transcurs dels anys aquest protocol es va institucionalitzar i va acabar coneixent-se amb el nom determinat en aquests moments.

## Comitiva processional
Les processons de la Setmana Santa s'obren amb la Creu de Guia, que sol anar acompanyada d'una parella de natzarens amb fanals. A partir de la creu de guia començo la comitiva de natzarens que porten ciris o creus com a penitència, els trams de natzarens van intercalats pel conjunt d'insígnies, les més habituals són l'anomenat Senatus, en memòria de l'exercito romà que custodiava a Crist; les banderes que acompanyen a cada pas i que solen tenir colors pasionarios o marians; el simpecado, en defensa del dogma de la immaculada concepció; el llibre de regles i l'estendard. La comitiva de natzarens sol finalitzar amb les botzines que anunciaven el pas, la presidència i després de la mateixa venen els acòlits i els passos.
Estendards
Els estendards són una de les insígnies més característica, formada per una gran tela, generalment de vellut i d'un color representatiu de la Germanor, que es recull en forma ovalada i decorativa sobre una barra de plata repussada i rematat sempre per una creu o crucifix petit. La tela té brodat l'escut de la germanor.
Natzarens
Els natzarens són els germans que acompanyen als passos durant el transcurs de l'"Estació de Penitència". Cada germandat té establert en les seves regles fundacionals les característiques del vestuari dels natzarens, quant a túnica, sabates, insígnies i complements. El natzarè pot portar ciri, vara, insígnia, fanal o una creu sobre l'espatlla.
Passos
Els passos constitueixen el centre de tota la processó, format per un conjunt o grup d'imatges representant la Passió, que porten els portants. El normal és que les confraries tinguin dues passos, un de Crist (un natzarè, un crucificat o un "misteri", representant en aquest cas un episodi de la Passió protagonitzat per Crist) i un pal·li amb una Verge, encara que hi ha casos en què la Verge va acompanyada per la imatge de Sant Joan Evangelista com La Amargura, el Gran Poder, El Silencio, però hi ha un sol cas en què la Verge va acompanyada per Sant Joan i Santa Maria Magdalena, la germanor del Sol. Hi ha algun cas de confraria amb tres passos i també alguna amb un solament com en Santa Marta, La Mortaja.
Portants
Costalero és el nom que rep, en la Setmana Santa cadascuna de les persones encarregades de portar sobre si o carregar una de les imatges o passos que formen part de les comitives processionals durant la Setmana Santa. Els portants carreguen el pes sobre el seu coll, sobre la setena vertebra en concret, protegeixen aquesta zona amb una tela anomenada costal que sol ser d'arpillera, les zones adaptades perquè els portants carreguin el pes són les trabajaderas.
Capatàs

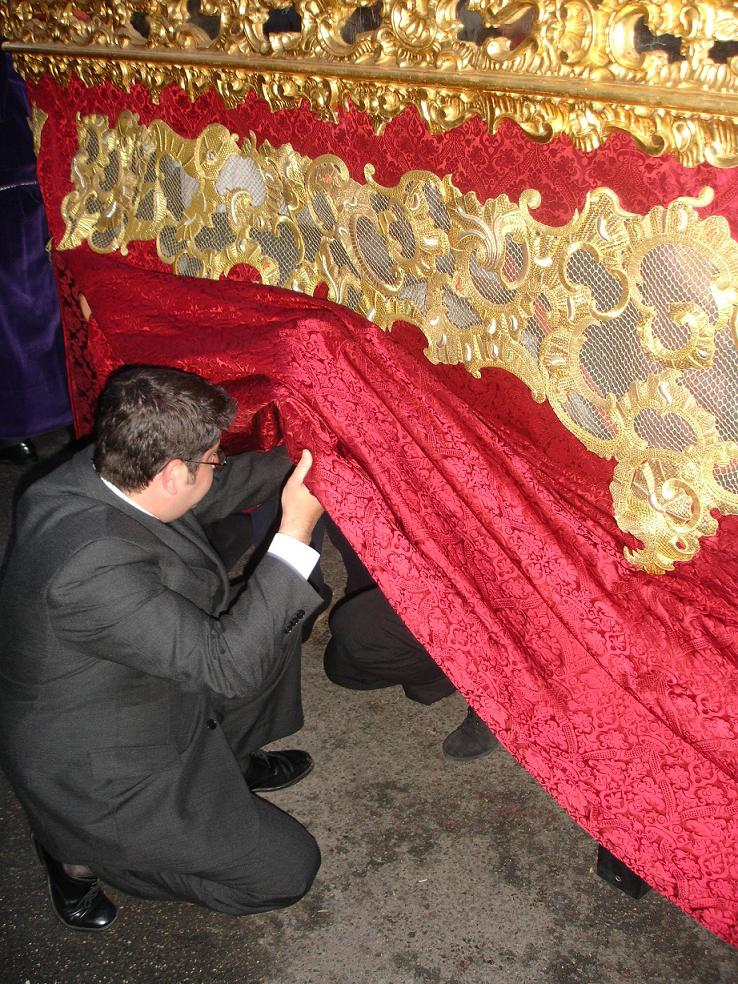
Capatàs donant ordres als portants que ja estan preparats sota el pas.

El capatàs és la persona responsable de conduir un pas en Processó, cap de la quadrilla de portants als quals mana i ordena amb la seva veu, la seva vista, el seu tacte i art. Se li pot veure sempre a la part davantera del pas, a cura del llamador amb el qual fa executar les seves ordres. Hi ha capatassos famosos que han creat escola, i un estil a l'hora de portar els passos. Famílies com els Ariza o els Santiago, els Villanueva, Bejarano (famós per donar-li el caminar que porten el Gran Poder o La Lanzada), Salvador Dorado "el penitent", "Rafael Franco"...
Llamador

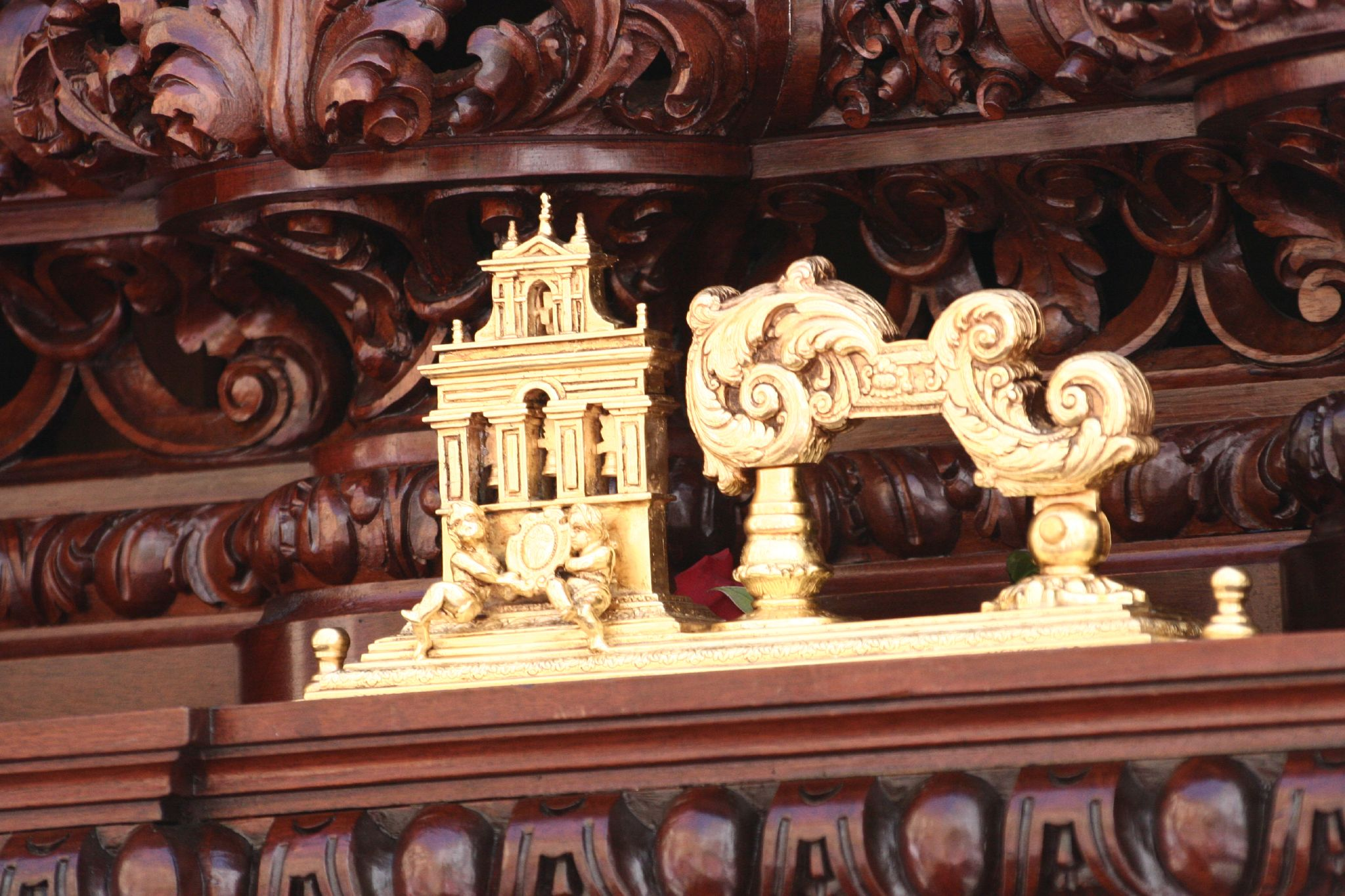
Llamador daurat amb forma de monument.

Element ubicat a la part frontal del pas, és un aldabón de metall, d'or o plata, fet de forma artística amb motius religiosos relacionats amb la germanor. És l'instrument que utilitza el capatàs per executar les ordres que prèviament ha donat als portants. El llamador també és conegut com a "martell", sobretot en el món dels capatassos i portants.